# Hohenwarth-Mühlbach am Manhartsberg
Hohenwarth-Mühlbach am Manhartsberg je městys v Rakousku ve spolkové zemi Dolní Rakousy v okrese Hollabrunn. Žije zde přibližně 1 300 obyvatel.

## Geografie

### Geografická poloha
Hohenwarth-Mühlbach am Manhartsberg se nachází ve spolkové zemi Dolní Rakousy v regionu Weinviertel. Leží přibližně 18 km západně od okresního města Hollabrunn. Rozloha území městyse činí 43,54 km², z nichž 30% je zalesněných.

### Části obce
Území městyse Hohenwart-Mühlbach am Manhartsberg se skládá ze sedmi částí (v závorce uveden počet obyvatel k 1. 1. 2016):
- Bösendürnbach (75)
- Ebersbrunn (207)
- Hohenwarth (409)
- Mühlbach am Manhartsberg (220)
- Olbersdorf (66)
- Ronthal (114)
- Zemling (208)

Na území obce se nacházejí katastrální území Bösendürnbach, Burgfrieden, Ebersbrunn, Hohenwarth, Mühlbach am Manhartsberg, Olbersdorf, Ronthal a Zemling.

### Sousední obce
- na severu: Maissau, Ravelsbach
- na východu: Ziersdorf
- na jihu: Großriedenthal, Fels am Wagram
- na západu: Straß im Straßertale, Schönberg am Kamp

## Politika

### Obecní zastupitelstvo
Obecní zastupitelstvo se skládá z 19 členů. Od komunálních voleb v roce 2015 zastávají následující strany tyto mandáty:
- 14 ÖVP
- 5 SPÖ

### Starosta
Nynějším starostou městyse Hohenwarth-Mühlbach am Manhartsberg je Martin Gudenus ze strany ÖVP.

## Galerie

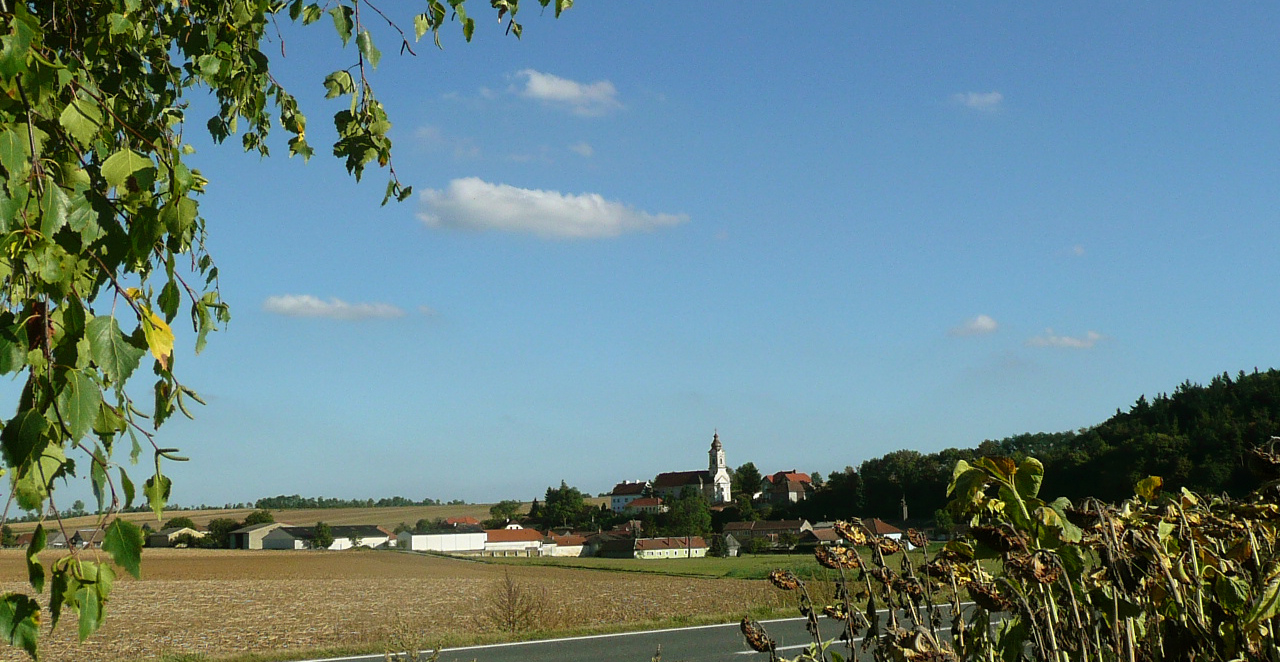
Zemling
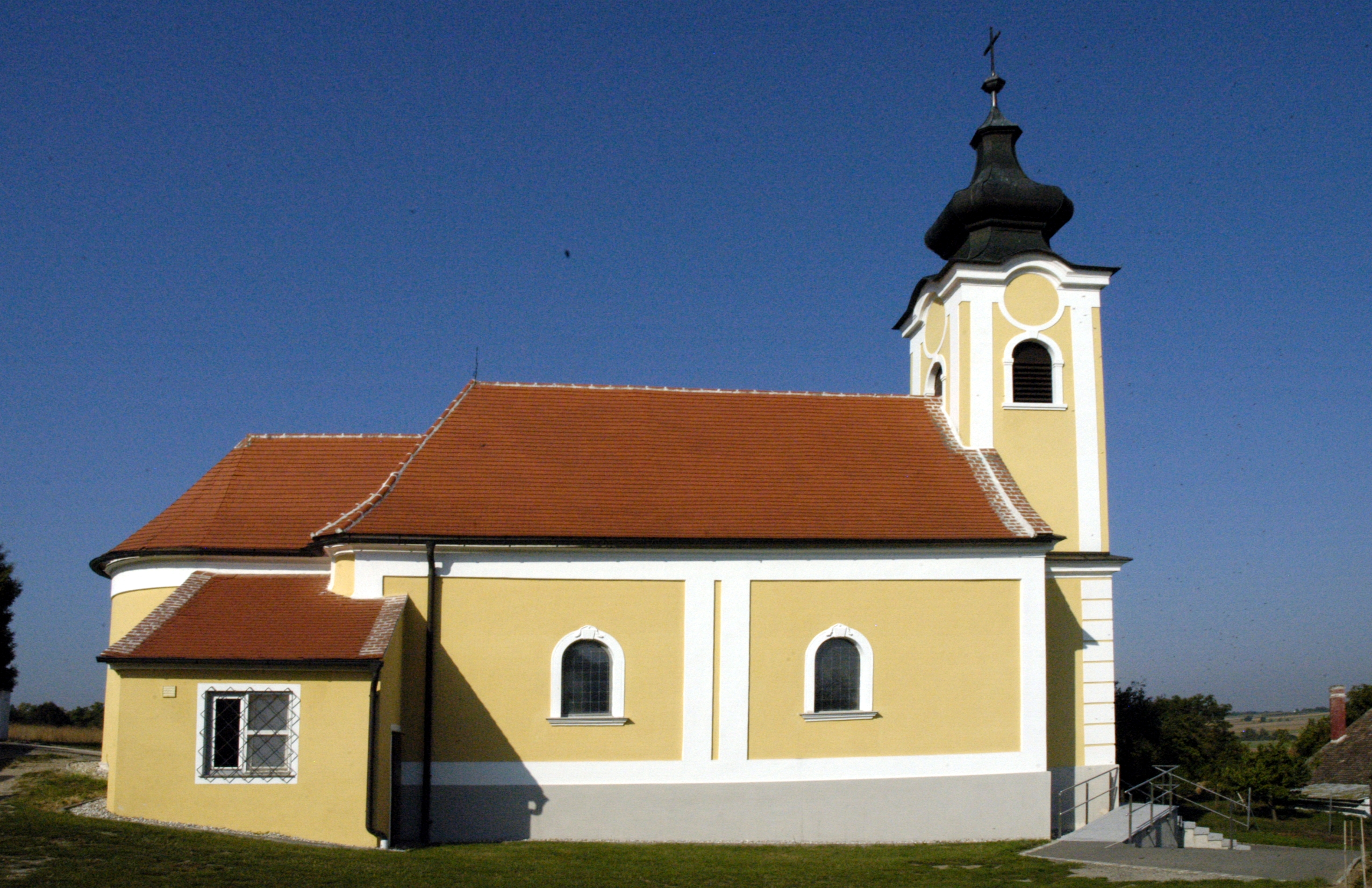
Kaple v Ebersbrunnu
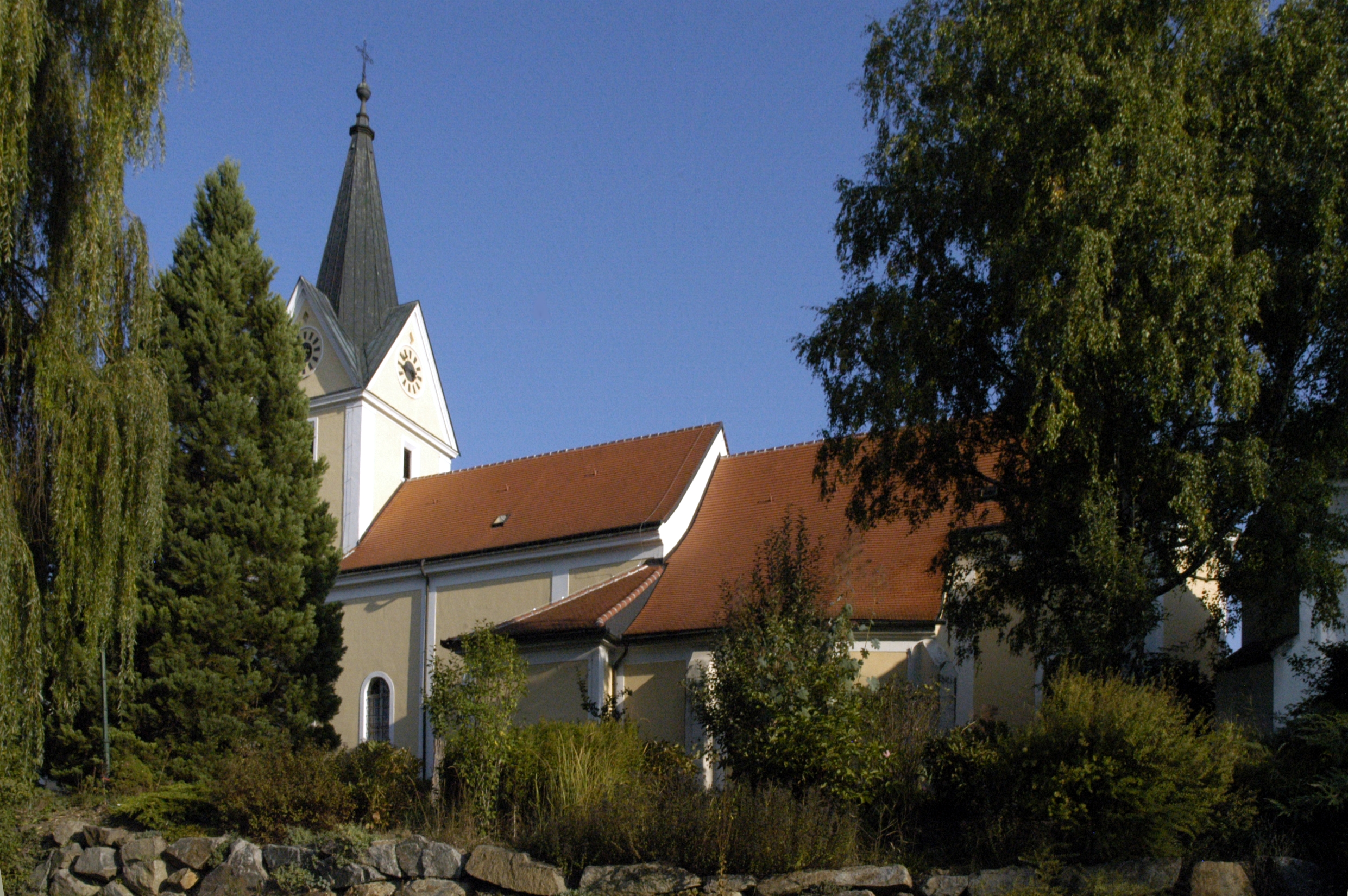
Kostel v Mühlbachu am Manhartsberg
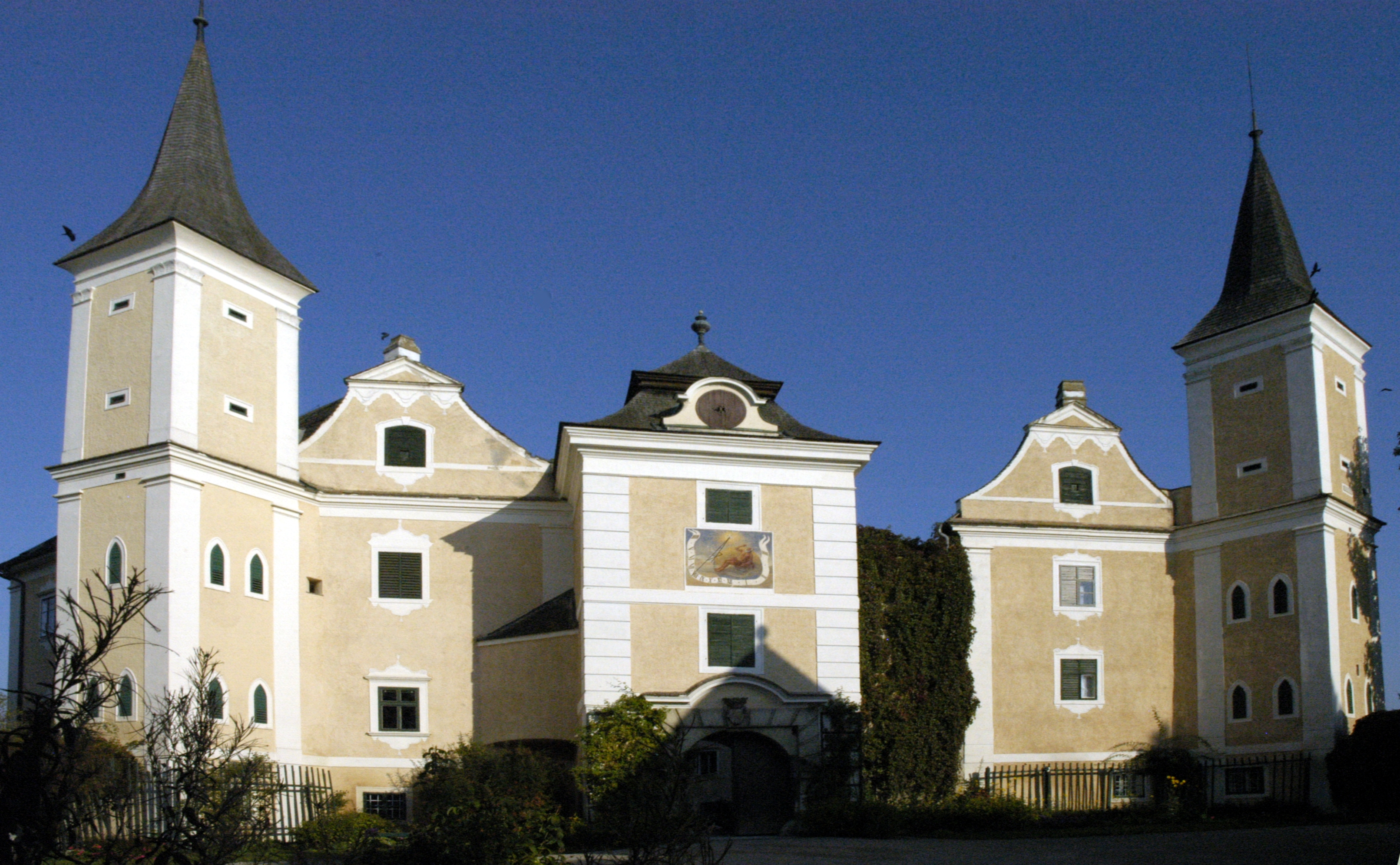
Zámek v Mühlbachu am Manhartsberg
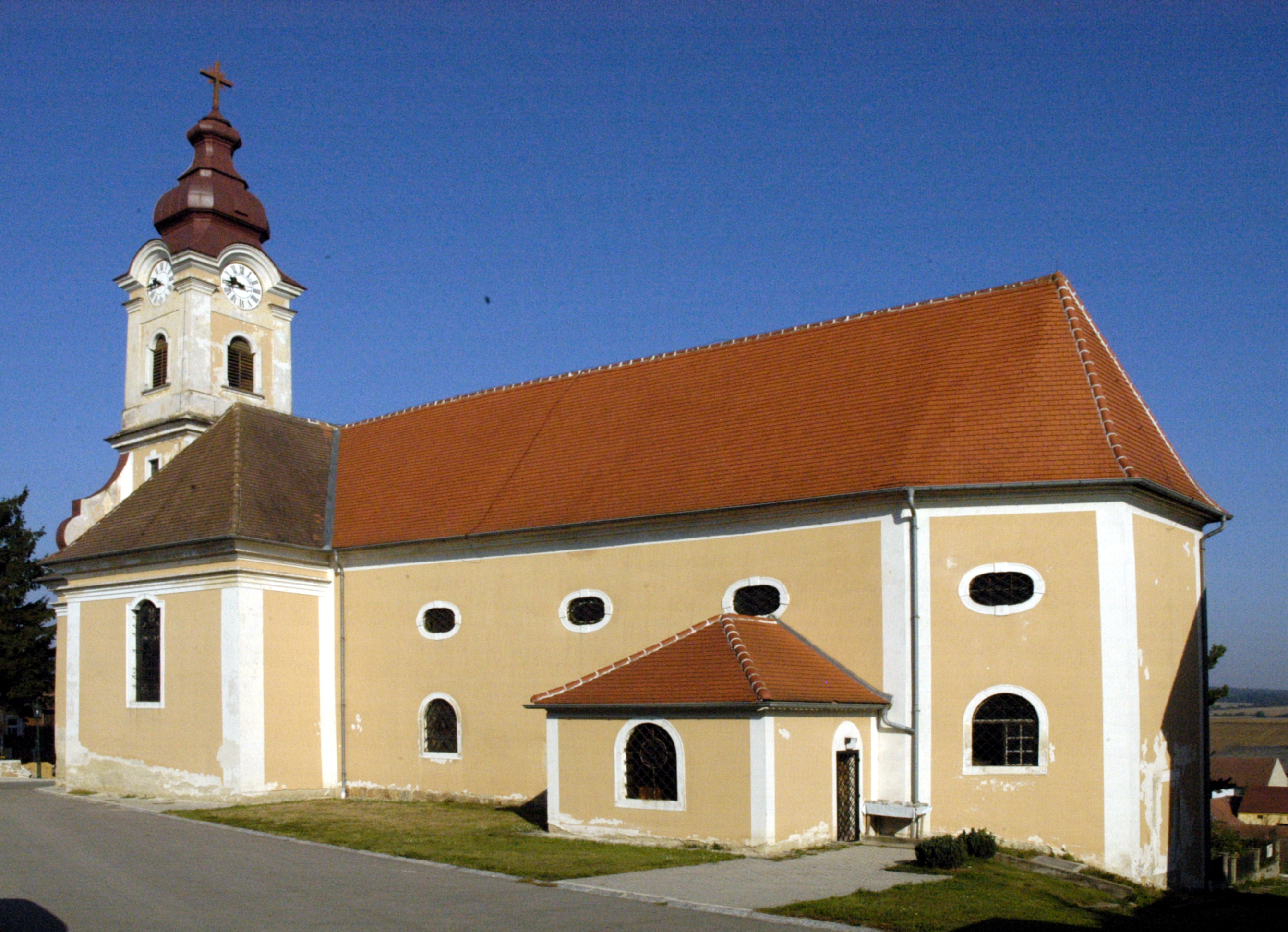
Farní kostel v Zemlingu